# Campanula trachyphylla
Campanula trachyphylla là loài thực vật có hoa trong họ Hoa chuông. Loài này được Schott & Kotschy ex Boiss. mô tả khoa học đầu tiên năm 1875.